# نقرس حشوي
نقرس حشوي (بالإنجليزية: Visceral gout)‏ هو مرض يصيب الطيور حيث يؤدي الفشل الكلوي إلى تراكم حمض البول في الأعضاء الداخلية ما يترك طلاء أبيض طباشيري عليها. تشمل الأعراض فقدان الشهية والهزال. هذه المشكلة شائعة في طيور الأقفاص. النسور حساسة بشكل خاص للتسمم بواسطة الديكلوفيناك الأمر الذي يؤدي إلى الفشل الكلوي، نقرس حشوي والوفاة.